# Klubbheads
Klubbheads è un gruppo di producer e dj di musica dance olandese. Hanno utilizzato più di 35 alias per realizzare i loro brani, tra cui Hi_Tack e Drunkenmunky.

## Carriera musicale
Koen Groeneveld (DJ Boozy Woozy) e Addy van der Zwan (Itty Bitty) iniziarono a lavorare insieme in una serie di mix commerciali dal titolo Turn Up The Bass. La loro produzione musicale iniziò negli anni 90 prima di incontrare Jan Voermans (Greatski) nel 1995. Il trio creò il sublabel Blue Records, facente parte della Mid-Town Records, per pubblicare i loro brani come Klubbheads.
Nel 1996 raggiunsero il manistream e le chart con il brano "Klubbhopping" che raggiunse il decimo posto nella UK Singles Chart in maggio. Questo fu seguito da altri due brani che entrarono nella top 40 "Discohopping" che raggiunse la trentacinquesima posizione nell'agosto 1997 e "Kickin' Hard" nell'agosto 1998 che raggiunse la trentaseiesima posizione.
Nel 1999 co-produssero per il connazionale Dj Jean "The Launch" che raggiunse la seconda posizione nel settembre dello stesso anno e in questo momento si separarono dalla Blue Records e fondarono la loro etichetta, la Digidance.
Nel 2003 hanno raggiunto la Billboard Hot Dance Airplay con la loro hit "E" (contenente dei samples della canzone "Without me" di Eminem) sotto l'alias di Drunkenmunky. In altri paesi la canzone è stata pubblicata col singolo "E (As In Eveline)", ma la canzone non conteneva i samples di "Without Me". La loro canzone "Yeah!" contenente i samples della canzone "Yeah!" di Usher ottenne un successo simile. Nel 2005 campionarono la canzone di Rune RK "Calabria" sotto il nome Dirty Laundry. "Calabria" è stata una delle canzoni più campionate nelle produzioni dance.
Nel 2006 con l'alias Hi-Tack hanno pubblicato il remix della canzone "Say Say Say", originariamente di Paul Mc Cartney e Michael Jackson, con il titolo "Say Say Say (Waiting 4 U)" che raggiunse la quarta posizione nella UK Singles Chart. La canzone entrò anche nella Billboard Hot Dance Airplay chart negli Stati Uniti, entrando direttamente in diciottesima posizione il 6 marzo 2006. Oltre a questa hanno anche prodotto il remix della cover di FilterFunk (il dj olandese Sander van Doorn) della canzone Message in a Bottle dei Police.
Voermans pose fine alla loro collaborazione nella primavera 2005 dopo dieci anni di lavori insieme. Groeneveld e van der Zwan continuano a lavorare insieme in una nuova etichetta la Unit 54, mentre Voermans rimane con la Digidance.

## Discografia

### Klubbheads
- 1995 "Cha Cha"
- 1995 "Work This Pussy"
- 1996 "The Magnet"
- 1996 "Klubbhopping"
- 1997 "Discohopping"
- 1998 "Kickin' Hard"
- 1998 "Raise Your Hands" (con Mark van Dale)
- 1999 "Release The Pressure"
- 2000 "Turn Up The Bass"
- 2000 "Big Bass Bomb"
- 2001 "Hiphopping"
- 2001 "Here We Go"
- 2001 "Kickin' Hard (Remixes 2001)"
- 2002 "Let The Party Begin"
- 2003 "Somebody Skreem!"
- 2003 "Bounce To The Beat"
- 2004 "Dutch Klubb Dubbs"
- 2004 "Klubbslang"
- 2005 "Turn Up The Bass (2005 Remixes)"
- 2005 "Dutch Klubb Sessions #1"

### Drunkenmunky
- 2002 "E"
- 2003 "The Grabbing Hands"
- 2003 "The Bootleg"
- 2004 "Yeah!"
- 2004 "Calabria"
- 2005 "Geht's Noch?"

### Hi_Tack
- 2005 "Say Say Say (Waiting 4 U)"
- 2007 "Let's Dance"
- 2008 "Silence"
- 2008 "I Don't Mind"

### 3 Dubbs In A Sleeve
- 1996 "Volume 1"
- 1997 "Volume 2"
- 2000 "Klubbin' And Dubbin' EP"
- 2000 "Full Dubb Boogie EP"

### Bamboo Sessions
- 2003 "Bamboo Sessions #1"
- 2004 "Bamboo Sessions #2"
- 2004 "Bamboo Sessions #3"
- 2004 "Bamboo Sessions #4"
- 2005 "Bamboo Sessions #5"

### B.I.G.
- 1997 "The DJ Files 1 EP"
- 1999 "The DJ Files 2"
- 2002 "Peak Hour Insanity"
- 2004 "Break Dance Electric Boogie"

### Cab'n'Crew
- 1998 "Disarm Slidebars EP"
- 1998 "The Flying Dutchman EP"
- 1999 "Domestic Turbulence EP"
- 1999 "Pure (Aviation)/Cab 'N' Pressure"
- 2000 "Cityhopping"

### Code Blue
- 1996 "Bonkers EP"
- 1997 "More Bonkers EP"
- 1998 "Bonkers In Hamburg EP"

### Da Klubb Kings
- 1997 "It's Time 2 Get Funky"
- 1998 "Don't Stop"
- 1999 "Everybody Pump It"
- 2001 "La Di Da Di"
- 2001 "Let's Go"
- 2002 "Two Thumbs Up!"
- 2004 "Neh Neh Oh Neh Neh"
- 2005 "Welcum To The Good Ol'Days EP"

### Da Techno Bohemian
- 1996 "Bangin' Bass"
- 1997 "Pump The Bass"
- 1998 "Bangin' Bass '98"
- 2002 "Bangin' Wit A Gang Of Instrumentals"
- 2002 "Droppin' The Instrumentals"
- 2002 "Pump The Bass 2002"

### DJ BoozyWoozy
- 2000 "Pizzi's Revenge"
- 2000 "R U Ready?/328 Ways To Do Angelina"
- 2001 "The Slim Boozy EP"
- 2001 "Party Affair"
- 2002 "Jumpin' Around"
- 2002 "Booze It Up"
- 2002 "One More Try"
- 2003 "I Wanna Fly"
- 2003 "Raise Ya Hands Up (Oh Oh)"
- 2004 "Life Is Music"
- 2004 "The Dancefloor"
- 2005 "Promised Land"

### DJ Disco
- 1997 "Da Techno Bohemian Presents Dirty Disco Dubs"
- 1998 "Stamp Your Feet"
- 1999 "Let's Dance"
- 1999 "Dirty Disco Dubs 2"
- 1999 "Reach 2 The Top/Superfreak"
- 2003 "Get Up"
- 2005 "Stamp Your Feet (2005 Remixes)"

### Greenfield
- 1995 "No Silence"
- 1998 "The Wicked Club Sandwich EP"
- 1998 "Violet Club Sandwich"
- 1999 "Forever"
- 2001 "Took Away My Love/The Moment"
- 2004 "Les Sons D'Amour"
- 2006 "Test"

### Itty Bitty Boozy Woozy/IttyBitty, BoozyWoozy & Greatski
- 1995 "Tempo Fiesta (Party Time)"
- 1997 "Luv Song"
- 1997 "Pumped Up Funk"

### J.A.K.
- 1999 "I'm Gonna Dis You"
- 2000 "Everybody In Da Place!"
- 2001 "The Rap"

### Rollercoaster
- 1997 "Keep It Goin'"
- 1998 "Keep The Frequency Clear"
- 1999 "Come With Me"
- 2001 "Don't Hold Me Back"
- 2004 "Damn"

### Trancemission
- 1990 "No More Mindgames"
- 1991 "Trancemission (Rock Da House)"
- 1992 "The Pollution EP"
- 1993 "Inner Joy"

### The Ultimate Seduction
- 1992 "The Ultimate Seduction"
- 1992 "House Nation"
- 1993 "Ba Da Da Na Na Na"
- 1994 "Together Forever (You & Me)"
- 1996 "The Ultimate Seduction/Organ Seduction '96)"
- 1997 "A Waking Nightmare"
- 1999 "Get Down And Party"
- 2001 "The Ultimate Seduction 2001"
- 2001 "It's Time To Jam"
- 2004 "The Ultimate Seduction 2004"

### Altri alias
- 1991 "Metamorphism", come KA-22
- 1991 "Vol. 1", come The Sound Of Now
- 1992 "Jump A Little Hi-er", come 2 Hi
- 1993 "I Need You Lovin' (Like The Sunshine)", come Infectious
- 1993 "Carnival Of Sounds", come KA-22
- 1993 "Helemaal Cut", come Cut The Cake
- 1993 "Boom! Bang!", come Frantic Explosion
- 1993 "Pikke Poeli Mellow", come Hardliners
- 1994 "Volume 1", come Mellow Tracks
- 1994 "Volume 2", come Mellow Tracks
- 1995 "Going Crazy", come Rave Nation (con René van den Berghe)
- 1995 "The Summer Of Love", come Catalana
- 1995 "Tossing And Turning", come Chakka Boom Bang
- 1995 "Dr. Beat", come D-Natural
- 1995 "I Need You Lovin' (Happy Hardcore And Jungle Mixes)", come Infectious
- 1996 "Let The Rhythm Set You Free", come Greatski
- 1996 "Feel My Heartbeat", come Joy
- 1996 "The Horn", come Digidance
- 1996 "Guardian Angel", come Chiara (with Dian Senders)
- 1996 "Everybody On The Floor", come Seven-Tees
- 1997 "Take Me There", come Maximum
- 1997 "Nowhere To Run", come Chiara (with Dian Senders)
- 1997 "Club Fiction EP", come Reservoir Jocks
- 1997 "Joyride", come Joy
- 1997 "Get Up Stand Up", come Queer
- 1997 "Do You Wanna Funk", come Slammer
- 1998 "Summer Fairytales", come MF-Tracks
- 1998 "Just Buggin' EP", come Millennium Bug
- 1999 "Disco Crash EP", come Bad Boy Notorious
- 1999 "Check This Out!", come Capo Copa
- 1999 "Showtime", come Greatski
- 2000 "C'mon Baby", come Clubsquad
- 2000 "The Russian Roulette", come The Tone Selector
- 2000 "So Good", come Itty Bitty vs. Stabak (con DJ Stabak)
- 2001 "Heartbeat", come The Tone Selector
- 2001 "Welcome To Ibiza", come Al Cappuccino
- 2001 "Dee-Jay", come The DJ
- 2001 "Sunrise", come Itty Bitty vs. Stabak (con DJ Stabak)
- 2001 "I Believe In Love", come Cooper
- 2002 "Hungry For Your Love", come Beat Culture
- 2002 "I Will Follow You", come Shelley (con Nico Verrips)
- 2002 "Right Here Waiting", come Lorindo
- 2003 "Do You Wanna Funk (Remixes)", come Slammer
- 2003 "I Want You Back", come Cooper
- 2005 "Can.You_Feel:It", come LCD-J
- 2005 "B.A.M.", come Tek Team
- 2005 "Move Your Feet", come Klubbdriver (con Pulsedriver)
- 2006 "Mama Say Mama Sa", come The Caramel Club
- 2006 "Direct Dizko", come Club Scene Investigators
- 2006 "That Once In A Lifetime", come Untouchable 3
- 2006 "Quadrophonia", come Klubbdriver (con Pulsedriver)
- 2007 "F***ing Society", come Club Scene Investigators
- 2007 "Break My Stride", come Dutch Maffia

### Co-Produzioni per altri artisti
- 1995 Paul Elstak - "Don't Leave Me Alone"
- 1995 Paul Elstak - "Love U More"
- 1996 Paul Elstak - "Rainbow In The Sky"
- 1996 Paul Elstak - "Rave On"
- 1996 Paul Elstak - "The Promised Land"
- 1996 Paul Elstak - "Get This Place"
- 1996 Nance - "Big Brother Is Watching You"
- 1996 Nance - "Kiss It"
- 1998 DJ Jean - "U Got My Love"
- 1999 DJ Jean - "The Launch" (con Natasja Morales)
- 2000 DJ Jean - "Love Come Home" (con  Johnny Kelvin)
- 2001 Kick 'n' Rush - "Party Time"
- 2001 DJ Jean - "Lift Me Up"
- 2002 Hula Girl - "Hula All Over The World"
- 2002 Mad'House - "Holiday" (con Nico Verrips)
- 2003 Mad'House - "Into The Groove" (con Nico Verrips)
- 2003 Buse - "Love 2 Nite"
- 2003 Touriya - "In The Name Of Love" (con Nico Verrips)

### Album
- 1997 The First... The Best... The Hottest Disco Album In The World... Ever!, come DJ Disco
- 1998 Kick You Hard
- 2000 Discofreaks, come DJ Disco
- 2001 Front To The Back